# 경험 많은 너와 경험 없는 내가 사귀게 된 이야기
《경험 많은 너와 경험 없는 내가 사귀게 된 이야기》(일본어: 経験済みなキミと、経験ゼロなオレが、お付き合いする話。 게이켄 즈미나 기미토 게이켄 제로나 오레가 오쓰키아이스루 하나시[*])는 나가오카 마키코가 지은 일본의 라이트 노벨이다. 일러스트는 magako가 담당했다. 판타지아 문고(KADOKAWA)에서 2020년 9월부터 간행되고 있다. 약칭은 '키미제로(キミゼロ)'.
미디어 믹스로서, 칼파쵸 노야마에 의한 코미칼라이즈가 《간간 ONLINE》(스퀘어 에닉스)에서 2022년 2월부터 연재 중이다.

## 줄거리
1학기 중순(6월), '아싸'를 스스로 인정하는 고등학교 2학년 카시마 류토가 친구와의 벌칙 게임으로 '학년제일의 미소녀'로 여겨지는. 동급생 시라카와 루나에게 사랑을 고백한다. 뜻밖에 시라카와는 카시마의 고백을 받아들이고, 카시마를 자신의 방에 데려가 성교를 준비한다. 시라카와는 남녀가 사귀기 시작하자마자 섹스한다고 생각했다. 시라카와는 카시마에 왠지 묻지 않고 카시마를 진심으로 좋아할 때까지 기다리기로 한다.
카시마는 데이트라고 칭해 시라카와와 신주쿠의 역 빌딩의 루미네에 가서 세실 맥비의 옷을 보거나 하는 데 어울린다. 시라카와는 친구 야마나 니콜과 하라주쿠의 캐릭터 숍에서 개점 전부터 나란히 산, '아저씨 토끼'가 프린트된 1인 1개 한정 판매의 스마트폰 케이스를 교제일 주간 기념일 선물로 데이트 다음날 카시마에게 서프라이즈 선물한다. 야마나에게 시라카와의 생일을 알린 카시마는 야마나에게 들은 시라카와가 좋아하는 하라주쿠에서 타피오카 음료를 함께 마시고 시라카와를 기뻐하게 한다.
얼마 지나지 않아 두 명의 클래스에 흑발을 스트레이트 세미롱으로 하고 있는 '대단한' 미소녀가 전학해 온다. 전학생은 중학교 1학년 때 카시마를 차서 가벼운 트라우마를 가진 쿠로세 마리아였다. 쿠로세는 카시마에게 신경을 쓰게 하지만, 카시마는 흔들리지 않는다.
쿠로세는 카시마가 시라카와와 사귀고 있다는 것을 몰랐지만, 시라카와에 대항심을 불태우고, 시라카와는 남자를 차례차례로 갈아타는 배 검은 빗치라는 소문을 흘린다. 카시마는 시라카와의 소문을 부정하기 위해 쿠로세와 이야기를 나누고 있는데, 지금까지 숨기고 있던 시라카와와 사귀고 있는 것을 공언해 버려, 클래스가 시끄럽게 하는 가운데, 울면서 말하는 쿠로세로부터, 쿠로세와 시라카와는 이란성 쌍둥이로 초등학교 5학년 때 부모님이 이혼해, 시라카와와 살게 된 아버지와 헤어져, 성이 시라카와로부터 어머니의 성의 쿠로세가 되어 있다고 털어놓는다. 카시마에 잘못을 한 쿠로세는 밤이 되어 시라카와에게 전화로 사과한다.
카시마와 시라카와는 우에노 동물원에 가서 인접한 시노바즈못에서 둘이서 보트를 타고 보트가 크게 흔들렸을 때 시라카와가 카시마에 몸에 닿고 두 명의 입술이 만나 두 사람에게 첫 키스가 된다.
한편, 쿠로세는 카시마를 시라카와로부터 빼앗고, '이 세상에서 가장 중요한 사람'인 아버지를 초등학교 때에 빼앗은 시라카와에 복수한다고 일기에 적는다.

## 등장인물
- 카시마 류토(加島 龍斗)

성우 - 하나에 나츠키
본작의 주인공. '아싸'를 자처하는 고교생. '여친이 없는 16년'이었지만, 1학기의 어느 날, 2학년 A반의 동급생인 시라카와 루나와 사귀기 시작한다. 친구로부터는 '캇시'(カッシー)라고 불리고, 루나로부터는 '류토'(リュート)라고 불린다. 한때 마리아에게 고백하고 딱 흔들린 경험이 있었고, 원래 어두웠던 연애감정을 한층 더 비틀거린다.
잘생기지 않은 외모에 더해 요령도 없고 학문이나 운동도 특필할 정도가 아닌 등, 자신이 뛰어난 인간이 아닌 것은 자각하고 있었기 때문에 루나 생각은 1년 무렵부터 동경인 채로 멈추고 있었다. 루나에게 고백하기 직전의 시점에서는 괴로운 일에 몰두하면 현실 도피는 물론이고 연인들을 향한 열등감을 남의 눈에 띄지 않는 곳에서 욕설을 내뱉는 소심한 사람이다. 벌칙게임이라는 대의명분이 없으면 루나에게 고백하는 용기를 낼 수 없었던 자신에게 눈길을 느꼈지만, 루나와 사귀기 시작한 이후에는 정말 소중하게 생각하는 사람들을 위해서라면 부끄러움이나 외면 을 잊어 상대를 위해 자신에게 무엇을 할 수 있는지 최우선으로 생각하게 된다.
- 시라카와 루나(白河 月愛)

성우 - 오오니시 사오리 / 아사쿠라 모모(PV)
본작의 히로인. 류토의 동급생으로 '학년제일의 미소녀'라고 불리며 매우 인기가 있다. 류토와는 반대로 남성과의 교제 경험이 풍부하고 정조관념은 거의 전무. 사귀는 남성에게는 당일 성교 상태에 이르기 때문에 류토에게도 비처녀임을 공언하고 있다.
사귀는 상대에게는 철저히 다루는 타입이지만 속박도 매우 강하다. 루나로부터의 연락수가 방대한 데다 남자친구로부터의 회신이 한순간이라도 늦으면 철저하게 추궁하는 타입이며, 이상할 때까지의 속박의 힘에 능숙한 남성측이 성교 후에 일방적으로 버리는 것이 일상차반사. 이른바 세상 일반의 평범한 연애 경험은 전혀 없기 때문에, 류토가 즉각적으로 성교를 다가오지 않는 것에 곤혹했다. 류토와 사귀고 나서는 류토에게는 여성과의 첫 사건은 자신에게는 처음의 사건이 아니라는 점에 걸림돌을 느끼고 있으며, 지금까지 많은 남성과 육체 관계를 가져 왔다는 것에 심한 후회를 하고있다. 성교하고 있을 때 밖에 상대의 사랑을 믿을 수 없다고 한탄했지만 류토와 사귀는 것으로 바뀌고 있다고 웃으며 평가되고 있다.
누나와 여동생이 있고 부모님은 벌써 이혼이 끝났다. 최초의 바람을 어머니에게 용서받은 아버지가 그 후도 바람을 반복한 것으로 가정 붕괴, 어머니나 여동생과는 멀어지게 되었다. 아버지가 자신을 꺼낸 것은 외모가 어머니와 닮았기 때문이라고 깨닫고 있으며, 여자 버릇이 나쁜 아버지가 여성을 가정에 데려 가지 않는 것은 루나와 조우하는 것을 바람기 상대가 싫어하는 것도 감으로 알고 있다. 아버지는 중요한 가족이라고 생각해도 신뢰는 전혀 할 수 없는 것 같고, 상담사는 기본적으로 어머니나 삼촌으로 하고 있다.
- 쿠로세 마리아(黒瀬 海愛)

성우 - 코가 아오이
시라카와 루나와 이란성 쌍둥이. 전학해 와 카시마와 시라카와의 동급생이 된다.
과거 류토로부터 고백을 거절해 류토의 연애 감정을 틀어버린 장본인. 아버지가 이혼 때 선택한 것이 자신이 아니라 루나였던 것이 심적 외상이며, 타인이 호의를 보이는 제일의 대상이 되는 것을 고집하고 있다. (루나의 남성경험이 나쁜 것을 반면교사로 삼아 정조관념은 강하고 처녀를 지켜온 것에 자부심을 가지고 있다.)
전학 당초는 한때 자신에게 마음을 전하고 있던 류토가 루나를 가장 소중히 생각하고 있는 것에 질투. 루나를 비방중상하는 소문을 흘리는 등 강경수단에 나서지만 류토와의 대화를 거쳐 화해, 류토를 무리하고 자신의 것으로 하려고 했던 자신의 행동을 반성하고 루나에게도 사과했다.
- 야마나 니콜[4](山名 笑琉)

성우 - 후쿠하라 아야카
루나의 가장 친한 친구. 류토에서는 악마 걸이라고 불린다. 루나의 정조관념의 낮음과 남성 편력의 나쁨을 걱정하고 있어 부모처럼 지켜보고 있다. 중학교 때의 선배였던 세키야에게 짝사랑을 계속하고 있었다.
- 세키야 슈고(関家 修吾)

성우 - 마에노 토모아키
니콜(니코루)의 남자친구. 이른바 고등학교 데뷔조에서 갑자기 인기를 얻기 시작한 타입. 니콜으로부터의 접근에도 '양다리 하고 싶지 않다'라고 하는 수수께끼의 이유로 당초는 거절하는 등 독특한 사고의 소유자. 예비교에서 만난 류토에게는 의지가 되는 상담 상대이며, 수험 공부를 하면서 류토의 깊은 개선을 위해 조언해 주는 어려운 존재.
개업의인 아버지가 바람기 삼매로 간호사로부터 접수 담당에까지 손을 내밀고 있기 때문에 가정 환경은 비참하다. (어머니도 '개업의의 아내'의 스테이터스에 미련이 있기 때문에 이혼하고 있지 않을 뿐의 상태.) 아버지는 공인으로서는 존경하고 있지만, 사인으로서는 '아버지 같은 남자가 되지 않는다'라고 류토에게 공언할 정도로 혐오하고 있다.
- 타니키타 아카리(谷北 朱璃)

성우 - 쿠스노키 토모리
유스케에 마음을 전하는 여성. 이른바 츤데레이며 유스케 앞에서는 정반대의 언동밖에 취할 수 있는 서투른 정확의 소유자.
- 이지치 유스케(伊地知 祐輔)

성우 - 오치아이 후쿠시
류토의 친구. 통칭 '잇치'. 류토와 루나의 관계를 알면서도 우리 길을 가는 자세를 관철하고 있다.
- 니시나 렌(仁志名 蓮)

성우 - 사카구치 다이스케
류토의 친구. 통칭 '닛시'.
- 쿠로세 마오(黒瀬 真生)

성우 - 오카모토 노부히코
루나와 마리아의 삼촌. 바다의 집을 경영하고 있지만, 본업은 라이터.
- 와타나베 사요(渡辺 サヨ)

성우 - 칸다 미카
루나와 마리아의 할머니.

## 서지 정보
- 나가오카 마키코(작)·magako(일러스트) 《경험 많은 너와 경험 없는 내가 사귀게 된 이야기》 KADOKAWA 〈후지미 판타지아 문고〉
  1. 2020년 9월 20일 초판 발행(9월 19일 발매[5]), ISBN 978-4-04-073809-3
  2. 2021년 3월 20일 초판 발행(3월 19일 발매[6]), ISBN 978-4-04-073993-9
  3. 2021년 9월 20일 초판 발행(9월 18일 발매[7]), ISBN 978-4-04-074213-7
  4. 2022년 2월 20일 초판 발행(2월 19일 발매[8]), ISBN 978-4-04-074286-1
  5. 2022년 9월 20일 초판 발행(9월 16일 발매[9]), ISBN 978-4-04-074539-8
  6. 2023년 3월 20일 초판 발행(3월 17일 발매[10]), ISBN 978-4-04-074540-4
  7. 2023년 9월 20일 초판 발행(같은 날 발매[11]), ISBN 978-4-04-075011-8

## 오디오북
하시 아후미의 낭독으로 2021년부터 디완고가 운영하는 ListenGo에서 오디오북화되어, 2권까지 나왔다.

## TV 애니메이션
2023년 10월부터 12월까지 AT-X 등에서 방송되었다.

### 스태프
- 원작 - 나가오카 마키코(長岡マキ子)
- 캐릭터 원안 - magako
- 감독 - 오오바 히데아키(大庭秀昭)
- 시리즈 구성 - 후쿠다 히로코(福田裕子)
- 캐릭터 디자인 - 이토 요스케(伊藤陽祐)
- 미술 감독·미술 설정 - 미야타 하루카(宮田遥可)
- 색채 설계 - 야마가미 아이코(山上愛子)
- 촬영 감독 - 이타쿠라 아유미(板倉あゆみ), 야마모토 유스케(山本雄介)
- 오프라인 편집 - 오구치 리나(小口理菜)
- 음향 감독 - 타카데라 타케시(高寺たけし)
- 음악 - 하네오카 케이(羽岡佳)
- 음악 제작 - 포니 캐년
- 프로듀서 - 후지와라 토시키(藤原利紀), 키무라 타카시(木村天), 마츠바야시 다이스케(松林大介), 토쿠무라 켄이치(徳村憲一), 시바야마 치호(柴山智歩), 니시마에 슈카(西前朱加), 사와하타 코지(澤畠康二), 히비 타카히로(日比隆博)
- 애니메이션 프로듀서 - 안도 케이이치(安藤圭一)
- 애니메이션 제작 - ENGI
- 제작 - 키미제로 제작위원회(KADOKAWA, 사미, 도코모 아니메 스토어, AT-X, 포니 캐년, 선 TV)

### 주제가
Love You Tender!(ラブ・ユー・テンダー！)
우치다 마아야에 의한 오프닝 테마. / 작사·작곡 - 키타자와 유호 / 편곡 - UNDER_COVERS
사랑의 말(あいことば)
AliA에 의한 엔딩 테마. / 작사 - TKT / UNDER_COVERS

### 방영 목록
| 화수   | 제목 | 각본              | 그림 콘티                     | 연출            | 작화 감독 | 총작화 감독                 | 방송일          |
| ------ | --- | ----------------- | ----------------------------- | --------------- | --- | --------------------------- | --------------- |
| 제1화  | 経験済みなキミに、 経験ゼロなオレが、 告白する話。 경험 많은 너에게, 경험 없는 내가, 고백하는 이야기.                     | 후쿠다 히로코     | 오오바 히데아키               | 오오바 히데아키 | 와다 유지 関鵬 韓強 | 이토 요스케                 | 2023년 10월 6일 |
| 제2화  | 経験済みなキミと、 経験ゼロなオレが、 初デートする話。 경험 많은 너와, 경험 없는 내가, 첫 데이트를 하는 이야기.           | 후쿠다 히로코     | 요코테 소타                   | 후쿠모토 신이치 | 강현국 신은아 한정이 이성진 안민미                                                                                                 | 코이카와 신페이             | 10월 13일       |
| 제3화  | 経験済みなキミに、 経験ゼロなオレが、 サプライズする話。 경험 많은 너한테, 경험 없는 내가, 깜짝 이벤트를 하는 이야기.     | 나가시마 히로아키 | 와타나베 신이치               | 미즈노 켄타로   | 와다 유지 미나미하라 요시코 테지마 유토 周婧 黄華 関鵬 韓強                                                                        | 이토 요스케                 | 10월 20일       |
| 제4화  | 経験済みなキミに、 経験ゼロなキミが、 嫉妬する話。 경험 많은 너한테, 경험 없는 네가, 질투하는 이야기.                     | 후쿠다 히로코     | 오오바 히데아키               | 오오바 히데아키 | 와다 유지 関鵬 陳洁琼 | 코이카와 신페이             | 10월 27일       |
| 제5화  | 経験済みなキミと、 経験ゼロなオレが、 お泊りする話。 경험 많은 너와, 경험 없는 내가, 외박하는 이야기.                     | 나가시마 히로아키 | 호시노 유타로                 | 호시노 유타로   | 와다 유지 陳洁琼 劉大军 徐闖 関鵬                                                                                                  | 이토 요스케                 | 11월 3일        |
| 제6화  | 経験済みなキミと、 経験済みな誰かと、 浮気する話? 경험 많은 네가, 경험 많은 누군가와, 바람피우는 이야기?                  | 이카미 타카요     | 히시카와 나오키               | 이토 마키       | 와다 유지 강현국 이성진 신은아 안민미 한정이 김현아                                                                                | 코이카와 신페이             | 11월 10일       |
| 제7화  | 経験済みなキミと、 経験ゼロなオレが、 夏まつりに行く話。 경험 많은 너와, 경험 없는 내가, 여름 축제에 가는 이야기.         | 후쿠다 히로코     | 오오바 히데아키 칸베 히로유키 | 후쿠모토 신이치 | 아키야마 에리 아오토 유카 와다 유지 劉大军 𦍍鵬 徐闯 陳洁琼 劉定福                                                                 | 이토 요스케 코이카와 신페이 | 11월 17일       |
| 제8화  | 経験済みなキミと、 経験ゼロなオレたちが、 サバゲーする話。 경험 많은 너와, 경험 없는 우리가, 서바이벌 게임을 하는 이야기. | 나가시마 히로아키 | 야마모토 메구미               | 히라타 타카히로 | 마스이 요시노리 요코야마 카츠키 아키야마 에리 아오누마 히카리 아오토 유카 타모리 유키 와다 유지 신은아 박재석 김현아 이성진 안민미 | 이토 요스케 코이카와 신페이 | 11월 24일       |
| 제9화  | 経験済みなキミと、 経験ゼロなオレが、 いっしょに走る話。 경험 많은 너와, 경험 없는 내가, 함께 달리는 이야기.              | 이카미 타카요     | 와타나베 신이치               | 칸베 히로유키   | 아오누마 히카리 타모리 유키 와다 유지 타나카 마리 고유일 김현경 조미정                                                             | 이토 요스케 코이카와 신페이 | 12월 1일        |
| 제10화 | 経験済みなキミと、 経験ゼロなオレが、 すれちがう話。 경험 많은 너와, 경험 없는 내가, 엇갈리는 이야기.                     | 이카미 타카요     | 토노미즈 아츠코               | 이토 후미오     | 関鵬 陳洁琼 와다 유지 | 코이카와 신페이             | 12월 8일        |
| 제11화 | 経験済みなキミと、 経験ゼロなオレが、 お別れする話。 경험 많은 너와, 경험 없는 내가, 작별하는 이야기.                     | 후쿠다 히로코     | 오오바 히데아키               | 오오바 히데아키 | 타나카 마리 와다 유지 강현국 박재석 이지택 이성진 안민미                                                                           | 이토 요스케                 | 12월 15일       |
| 제12화 | 経験済みなキミに、 経験ゼロなオレが、 経験する話。 경험 많은 너에게, 경험 없는 내가, 경험하는 이야기.                     | 후쿠다 히로코     | 와타나베 신이치               | 이시이 테루     | 코이카와 신페이 DAEKO 와다 유지 Jumondou Seoul                                                                                     | 코이카와 신페이             | 12월 22일       |